# Flavors of Entanglement
Flavors of Entanglement ist das siebte Studioalbum der kanadisch-amerikanischen Singer-Songwriterin Alanis Morissette. In Deutschland, Irland und den Benelux-Staaten wurde es am 30. Mai veröffentlicht, international am 2. Juni und in den USA am 10. Juni 2008. Im deutschsprachigen Raum und in den USA erreichte das Album jeweils Top-Ten-Platzierungen in den Charts, in Großbritannien kam es bis auf Position 15.

## Entstehung
Im März 2005 sagte Morissette gegenüber dem Billboard Magazine, sie fühle sich bereit, mit einem neuen Projekt anzufangen. Sie habe bereits vier Notizbücher mit Material gefüllt, normalerweise beginne sie nach zweien die Arbeiten für ein Album. Oktober 2006 teilte sie in einem Interview mit TV Guide mit, die Zahl der vollgeschriebenen Notizbücher sei auf sieben gestiegen, sie wolle in den nächsten Wochen die Arbeiten im Studio beginnen. Gleichzeitig beschrieb sie ihre Beziehung zum Schauspieler Ryan Reynolds als eheähnlich und äußerte die Vermutung, sie würden über kurz oder lang heiraten. Morissette und Reynolds hatten sich 2002 kennengelernt und waren für zwei Jahre miteinander ausgegangen, bevor sie 2004 eine Liaison eingingen. Im Juni 2006 hatten sie sich vorübergehend getrennt, war dann aber wieder zusammengekommen. Anfang Februar 2007 gaben sie jedoch ihre endgültige Trennung bekannt. Reynolds ging in der Folge eine Beziehung zu Scarlett Johansson ein. Während der Trennung arbeitete Morissette bereits an Flavors of Entanglement. Die persönliche Krise nahm auf den Fortgang der Arbeiten starken Einfluss.
Als Produzenten engagierte Morissette Guy Sigsworth, bekannt durch seine Arbeiten für Björk, Seal und Madonna.

## Themen
In einem Interview mit dem Rolling Stone beschrieb Morissette das Album als eine Mischung aus „Freund und Leichtigkeit“, vergleichbar mit So-Called Chaos ihrem Studioalbum aus dem Jahre 2004. Dazu komme aber das Gefühl, das einen ergreife während der Erkenntnis, am Tiefpunkt angelangt zu sein. Das Album enthalte Texte mit autobiografischen Bezügen, insbesondere auf die persönlichen Beziehungen der Künstlerin. Gleichzeitig thematisiere es politische Konflikte, so Morissette gegenüber dem Billboard Magazin. Sie führte dazu aus: “Really, in the end, the personal struggles are political. Our emotions align themselves with larger symptomatic things in the world.” (deutsch: „Letzten Endes sind unsere persönlichen Konflikte doch politische. Unsere Emotionen richten sich an größeren, bezeichnenden Dingen in der Welt aus.“)

## Musikalischer Stil
Flavors of Entanglement wird den Genres Pop-Rock und Alternative Rock zugeordnet.
Morissette stellt an ihrem Werk im Vergleich zu ihrem vorangegangenen Schaffen einen höheren Anteil technischer Einflüsse auf den Klang fest. Sie spricht dem Ergebnis ihrer Arbeiten eine hohe Eignung als Tanzmusik zu: “I love to dance so there’s a lot of loops and beats on this record where you can dance your face off.” (deutsch: „Ich liebe es, zu tanzen, deswegen gibt es eine Menge Loops und Beats, auf die richtig gut zu tanzen ist.“) Stilistisch ordnet sie das Werk als “techno but organic” (deutsch: „Techno, aber organisch“) ein.
Im Gegenzug zu dieser Selbstbewertung spricht der All Music Guide dem Album in einem Satz ab, elektronische Tanzmusik zu sein: “[…] this is no dance record.” (deutsch: „[…] das ist keine Platte mit Tanzmusik.“) Zwar sei der Einfluss des Produzenten Guy Sigsworth deutlich zu hören in Schlagzeug-Loops und dem stellenweise elektronisch veränderten Gesang; das Album bleibe aber Pop-Rock für Erwachsene. Auch die Kritik des Magazins Blender meint, durch Sigsworth habe das Album ein wenig Euro Dance abbekommen, es knüpfe aber nicht an die musikalische Leichtigkeit der Vorgänger an, sondern erinnere die Kraft ihrer frühen Werke. Sigworths Synthesizer-Beats würden lediglich erreichen, dass die Melodien nicht allzu trübselig klingen.

## Titelliste
1. Citizen of the Planet – 4:22
2. Underneath – 4:07
3. Straitjacket – 3:08
4. Versions of Violence – 3:36
5. Not as We – 4:45
6. In Praise of the Vulnerable Man – 4:07
7. Moratorium – 5:35
8. Torch – 4:50
9. Giggling Again for No Reason – 3:48
10. Tapes – 4:26
11. Incomplete – 3:30

CD 2: (Deluxe Edition)
1. Orchid – 4:21
2. The Guy Who Leaves – 4:12
3. Madness – 6:21
4. Limbo No More – 5:21
5. On The Tequila – 3:42

## Ausgewählte Kritikerstimmen
Kritiker reagierten überwiegend positiv auf das Album. Vielfach wird – meist unter Verweis auf Morissettes Trennung von ihrem Lebensgefährten – gelobt, dass die Künstlerin die Stromlinienförmigkeit und Unbeschwertheit der letzten Alben Under Rug Swept und So-Called Chaos abgelegt und zur emotionalen Kraft zurückgefunden habe, die ihr Frühwerk Jagged Little Pill so erfolgreich gemacht habe. Mehrfach wird in diesem Zusammenhang auf You Oughta Know verwiesen, die erste Single aus Jagged Little Pill, in der Morissette ihren damaligen Ex-Partner moralisch anprangerte. Der Boston Globe stellt im Vergleich mit dem 13 Jahre zurückliegenden Debütalbum fest, dass sich Morissettes Zugang zu ihrem Schmerz, aber auch ihr Schaffen insgesamt, weiterentwickelt haben. Er fährt fort: “[…] rather than catharsis, we get a healthy balance of heartbreak and self-affirmation.” (deutsch: „[…] eher als eine Katharsis erhalten wir eine gesunde Ausgeglichenheit zwischen einen gebrochenen Herz und Selbstbestätigung.“) Auch die Kritikerin von Entertainment Weekly erkennt in Flavors of Entanglement “the same kind of passion that fueled […] Jagged Little Pill” (deutsch: „die gleiche Leidenschaft, die schon […] Jagged Little Pill antrieb“), fragt sich aber, ob Morissette für eine 34-Jährige nicht zu oft in der theatralischen Art eines fiebrig-jungen Kunststudenten schreibe, der glaubt, nie habe jemand gelitten, wie er leide. Dagegen sieht der Kritiker des Slant Magazine ein Problem im Reifeprozess Morissettes, ihre Arbeit habe ihre emotionale Standfestigkeit und Schlagkraft verloren, die Balladen, ehemals Morissettes Markenzeichen, seien banal geworden. Die Kritik des Ottawa Citizen entdeckt eine Ausgewogenheit in dem Zusammenwirken von inhaltsschweren Texten und modernen Elektro-Einflüssen, die sie als Yin-Yang-Dynamik lobt. Das Album wird zusammenfassend als Neuanfang der Künstlerin beschrieben: “In Alanis-speak, Flavors of Entanglement marks the rebirth of a self-contained human being after being engulfed in the cocoon of coupledom. Clearly, these songs helped her break free.” (deutsch: „In Alanis-Sprech: Flavors of Entanglement markiert die Wiedergeburt eines eigenständigen Menschen, der im Kokon des Paar-Daseins eingeschlossen war. Sicherlich halfen diese Songs [Morissette], sich zu befreien.“)
Anders beurteilt das Musikmagazin Paste diese Kombination. Demnach habe der fortschrittliche Sound von Sigsworth es leider nicht geschafft, das Album zu beherrschen, stattdessen ruiniere beispielsweise ein kaugummiartiger Refrain das Lied Underneath. Morissettes Trennungsbewältigung habe in You Oughta Know sehr viel überzeugender geklungen. Noch weiter geht die Kritik des Musik-Webzines PopMatters: Flavors of Entanglement sei faszinierend, weil es ein verunsichernder Haufen sei, der nur wenige der Merkmale trage, die man an Alanis Morissette schätze. Lyrisch sei ihr Fokus von wahrer Erkenntnis auf die Ermittlung persönlicher Dämonen gewechselt, in der Vergangenheit habe sie aus therapeutischer Sicht tiefer graben können. Auch dränge sich ihre große Stimme nicht mehr wie gewohnt in den Mittelpunkt, sie kämpfe nun mit wirbelnden, futuristischen Beats und stampfenden Tanznummern. Caroline Sullivan stellt für den Guardian gerade diese Pop-Lastigkeit als das Positive am Album dar. Sie freut sich über “nifty” (deutsch: „schicke“) Musik, die sie an Depeche Mode und Kylie Minogue erinnert. Auch Mark Edwards von der Sonntagsausgabe der Times hebt Sigsworths Leistung hervor, der es geschafft habe einige anständig Melodien herauszuarbeiten; so sei der Refrain von In Praise of the Vulnerable Man stark genug, den Hörer den Text vergessen zu lassen.

## Auszeichnungen für Musikverkäufe
| Land/Region               | Auszeichnungen für Musikverkäufe (Land/Region, Auszeichnung, Verkäufe) | Verkäufe |
| ------------------------- | ---------------------------------------------------------------------- | -------- |
| Italien (FIMI)            | Gold                                                                   | 40.000   |
| Schweiz (IFPI)            | Gold                                                                   | 10.000   |
| Vereinigte Staaten (RIAA) | —                                                                      | 235.000  |
| Insgesamt                 | 2× Gold ·                                                              | 285.000  |

Hauptartikel: Alanis Morissette/Auszeichnungen für Musikverkäufe